# Crăciunul în Germania
Weihnachten este denumirea germană a Crăciunului. 

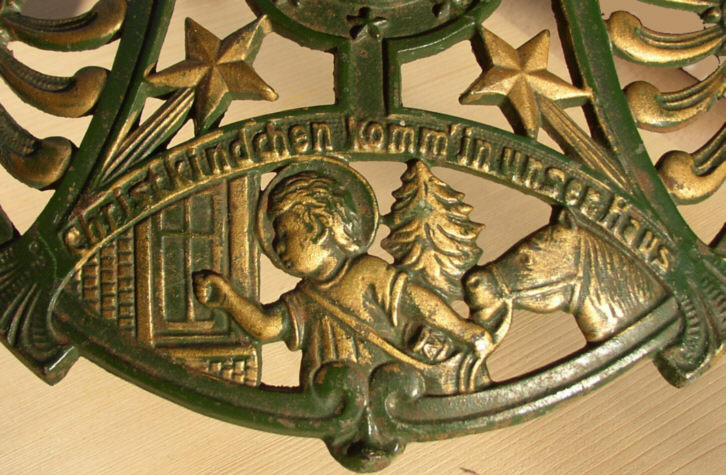
Christkind

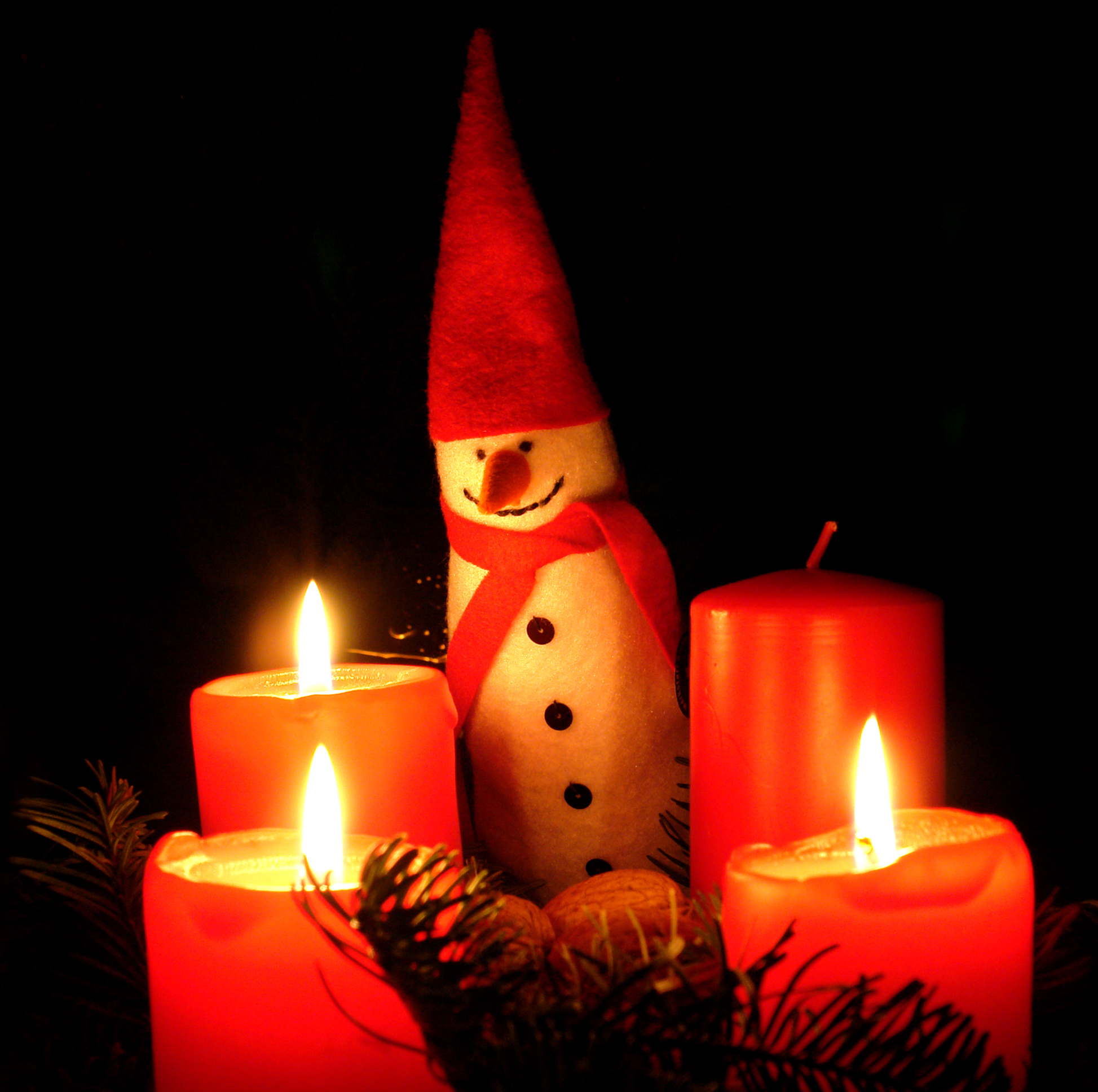
Coroniță de Advent

În întâmpinarea Crăciunului mulți germani țin Postul Crăciunului (germană Advent). Acesta este un timp de pregătiri religioase în vederea întâmpinării Copilului Hristos (germană das Christkind). Postul tradițional cuprinde activități ca Adventskranz (Coroniță de Advent), o coroană din ramuri de brad, prevăzută cu patru lumânări, care sunt aprinse succesiv în cele patru duminici din timpul postului.

## Legături externe
- http://www.france-allemagne.fr/Les-fetes-de-Noel-en-Allemagne,2966.html Arhivat în 24 mai 2012, la Wayback Machine.

## Vezi și
- Crăciunul în Germania nazistă